# Gymnosiphon panamensis
Gymnosiphon panamensis är en enhjärtbladig växtart som beskrevs av Fredrik Pieter Jonker. Gymnosiphon panamensis ingår i släktet Gymnosiphon och familjen Burmanniaceae. Inga underarter finns listade i Catalogue of Life.